# Mary Schmich
Mary Schmich, née en novembre 1953, est une journaliste récipiendaire du Prix Pulitzer en 2012.

## Biographie
Mary Schmich naît dans une famille de 10 enfants. Elle passe sa jeunesse dans l'État de Géorgie. Elle suit ses études à Phoenix puis part en Californie pour l'université de Pomona. Elle travaille ensuite pour cette université au service des admissions. Après trois ans à cet emploi elle part un an pour la France. De retour aux États-Unis en 1980, elle suit des études de journalisme à l'Université Stanford puis cette même année, en août, elle commence à travailler pour le journal Peninsula Times-Tribune de Palo Alto. Elle travaille ensuite pour le Orlando Sentinel à partir de 1983 et en 1985 elle est engagée par le Chicago Tribune. Cette même année elle succède à Linda Sutter pour écrire les scénarios du comic strip Brenda Starr, Reporter dessiné par June Brigman. Elle tient ce rôle jusqu'à la disparition du strip en janvier 2011. Parallèlement, elle est pendant cinq ans la correspondante permanente du journal à Atlanta. À partir de 1992, elle écrit une chronique qui porte surtout sur la ville de Chicago et qui lui vaut en 2011 le Prix Pulitzer dans la catégorie Commentaire politique.